# Deshka River
Der Deshka River ist ein 71 Kilometer langer rechter Nebenfluss des Susitna River im Süden des US-Bundesstaats Alaska.

## Flusslauf
Der Deshka River entsteht aus dem Zusammenfluss von Kroto Creek (rechts) und Moose Creek (links) im Tal westlich der Talkeetna Mountains. Er fließt in südlicher Richtung und mündet rund 15 Kilometer nördlich des Yentna River in den Susitna River, der in das Cook Inlet fließt.
Der Deshka River zieht in weiten Mäandern mit Sandbänken in der Flussmitte durch eine bis zu 2,4 Kilometer breite Flussebene, die im Osten an die des Susitna River grenzt. Vor allem der Oberlauf liegt in einem Feuchtgebiet, während Mittel- und Unterlauf sich durch leicht hügeliges bis flaches Gelände mit mäßig dichtem Baumbewuchs winden. Die Breite des Flusses schwankt zwischen 15 und 90 Metern.

## Quellflüsse

### Kroto Creek
Der Kroto Creek bildet den Abfluss des 344 m hoch gelegenen Sees Kroto Lake. Der Kroto Creek fließt anfangs nach Süden und wendet sich auf den letzten 40 Kilometern in Richtung Südsüdost. Er trifft schließlich auf den weiter östlich fließenden Moose Creek, mit dem er sich zum Deshka River vereinigt.

### Moose Creek
Der Moose Creek (moose englisch für „Elch“) ist der linke Quellfluss des Deshka River. Er hat seinen Ursprung in einem kleinen namenlosen See auf einer Höhe von etwa 220 m, 24 km nordnordwestlich von Talkeetna. Der Moose Creek fließt annähernd gerade in südlicher Richtung. Dabei weist er streckenweise viele kleine enge Flussschlingen auf. Er trifft schließlich auf einer Höhe von 56 m auf den Kroto Creek. Etwa 10 km weiter östlich verläuft der Susitna River, ebenfalls nach Süden.